# Liste der Kulturdenkmäler in Trier-Mariahof
In der Liste der Kulturdenkmäler in Trier-Mariahof sind alle Kulturdenkmäler des Ortsbezirks Mariahof der rheinland-pfälzischen Stadt Trier aufgeführt. Grundlage ist die Denkmalliste des Landes Rheinland-Pfalz (Stand: 8. Januar 2024).

## Einzeldenkmäler
| Bezeichnung                         | Lage                                         | Baujahr | Beschreibung | Bild                           |
| ----------------------------------- | -------------------------------------------- | ------- | --- | ------------------------------ |
| Katholische Pfarrkirche St. Michael | Am Mariahof 35 Lage                          | 1968–70 | stufenpyramidenförmige Stahlbetonkonstruktion mit Lichtbändern und -kuppeln, 1968–70, Architekt K. Schmitz, Dillingen, Glasfenster von Jakob Schwarzkopf, Altarinsel 1982 umgestaltet von Otto Herbert Hajek | weitere Bilder Fotos hochladen |
| Gutshof Mariahof                    | Mariahof 1–6 Lage                            | ab 1844 | große Vierflügelanlage; Nordflügel: ehemaliges Hauptwohnhaus mit Krüppelwalmdach und Glockendachreiter (Nr. 1), ehemaliger Pferdestall, bezeichnet 1844 (Nr. 2, heute Wohnhaus) und Scheune; Hoftor von 1911 mit Madonnenstatue; Westflügel: sogenanntes Kutscherhaus (Nr. 3) mit historischen Versatzstücken (unter anderem romanische Säule, spätgotische Platte, drei Ofenplatten aus der Quinter Hütte), sogenanntes Waldhüterhaus, bezeichnet 1911 (Nr. 6); Süd- und Ostflügel: Stallungen und Scheunen, bezeichnet 1912 und 1913 | weitere Bilder Fotos hochladen |
| Wegekapelle                         | südöstlich des Ortes beim Brubacher Hof Lage | 1906    | Wegekapelle; kleiner Putzbau mit Dachreiter, 1906, über 1887 errichtetem Bildstock mit Pietà | weitere Bilder Fotos hochladen |